# Tomasz Gruszecki
Tomasz Michał Gruszecki (ur. 22 listopada 1945 w Warszawie, zm. 2 listopada 2024) – polski ekonomista i menedżer, profesor nauk ekonomicznych, kierownik Ministerstwa Przekształceń Własnościowych w rządzie Jana Olszewskiego (1991–1992).

## Życiorys
Ukończył studia na Wydziale Prawa i Administracji Uniwersytetu Warszawskiego. Obronił doktorat z zakresu zarządzania, w 1996 uzyskał stopień doktora habilitowanego nauk ekonomicznych (na Wydziale Zarządzania UW na podstawie pracy Przedsiębiorca w teorii ekonomii). W 2015 otrzymał tytuł profesora nauk ekonomicznych.
Do 1989 pracował w instytucjach PAN, od 1987 był związany z Katolickim Uniwersytetem Lubelskim. Był także profesorem w Instytucie Ekonomii i Zarządzania KUL oraz w Szkole Wyższej im. Bogdana Jańskiego w Warszawie. Pracował również m.in. w Wyższej Szkole Handlu i Prawa im. Ryszarda Łazarskiego.
Od 1981 pełnił funkcję eksperta ds. ekonomicznych Komisji Krajowej „Solidarności”. W 1989 został doradcą ministra finansów Leszka Balcerowicza, zajmował się problematyką koncepcji ustrojowej i legislacyjnej Skarbu Państwa. 23 grudnia 1991 Jan Olszewski powierzył mu funkcję kierownika Ministerstwa Przekształceń Własnościowych (w stopniu podsekretarza stanu), sprawował ten urząd do lipca 1992.
Był członkiem rad nadzorczych m.in. Centrum Bankowo-Finansowego „Nowy Świat”, Polskich Sieci Elektroenergetycznych, Banku Gospodarstwa Krajowego oraz członkiem rady Bankowego Funduszu Gwarancyjnego. W 2007 został objął funkcję przewodniczącego rady nadzorczej PZU. W 2010 prezydent RP Lech Kaczyński powołał go na członka Narodowej Rady Rozwoju.
Opublikował kilkadziesiąt prac dotyczących własności sektora państwowego i teorii własności przedsiębiorstw.

## Odznaczenia
W 2017 odznaczony przez prezydenta Andrzeja Dudę Krzyżem Kawalerskim Orderu Odrodzenia Polski.